# Vassílios Ikonómou
Vassílios « Vasílis » Ikonómou (grec moderne : Βασίλειος «Βασίλης» Οικονόμου), né le 17 mai 1968 à Kapandríti en Grèce, est un homme politique grec.

## Biographie
Aux élections législatives grecques de janvier 2015, il est élu député au Parlement grec sur la liste nationale de la Nouvelle Démocratie.